# Estheria cinerea
Estheria cinerea är en tvåvingeart som först beskrevs av Townsend 1919.  Estheria cinerea ingår i släktet Estheria och familjen parasitflugor. Inga underarter finns listade i Catalogue of Life.